# Magnus Gerne
Magnus Gerne, född 23 december 1921 i Finland, död 2 februari 1987 i Täby, var en känd svensk  illustratör och tecknare. Han var känd framför allt för faktaspäckade panoramabilder med infällda detaljteckningar och röntgengenomskärningar. Han var Expressens ledande tecknare från 1950-talet. Han gjorde även grafiska reportage för veckopress och svensk industri. Med sina detaljrika teckningar illustrerade han även Lars Widdings dramatisering av historiska händelser i bland annat Svenska Äventyr.
Magnus Gerne bodde tillsammans med sin fru, Gunhild Lilian Gerne i Täby, Stockholms län. En stor del av sin tid vistades han på deras sommargård på Högmarsö i  Roslagen.

## Illustrerade böcker
- Svenska äventyr, tredje boken (800-TALET - 1870-TALET)/Lars Widding
- Svenska äventyr/Lars Widding
- Svenska äventyr (1710-1780) /Lars Widding
- Svenska äventyr (1788-1900 TALET) /Lars Widding
- De fyra ryttarnas tid/Lars Widding
- En tid för vreden / Lars Widding
- För frihet och rättvisa : liberalismen i Sverige 1902-1982 / originalteckningar: Magnus Gerne